# Apple bobbing

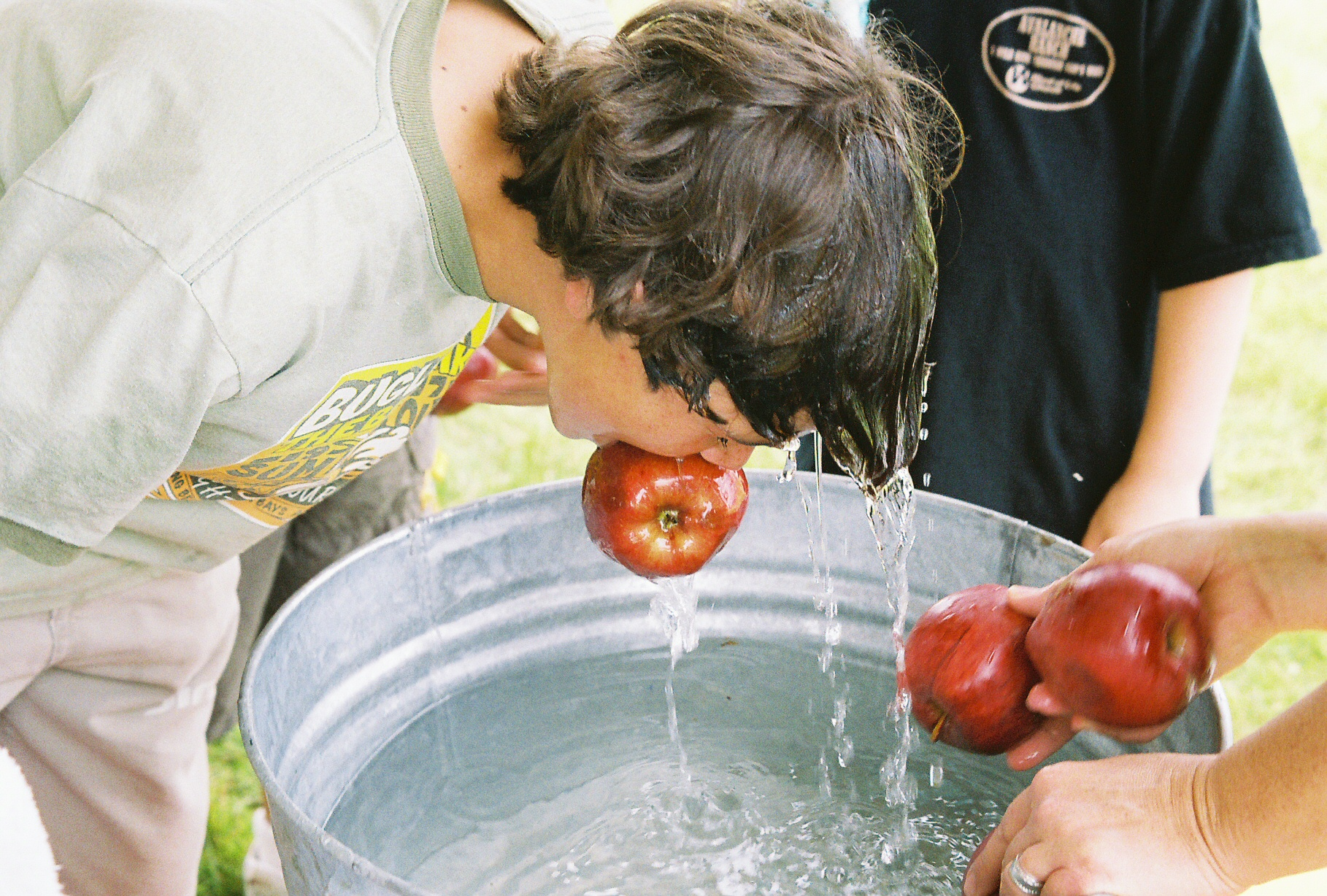
Apple bobbing

Apple bobbing – zwyczaj związany z obchodami Halloween. Polega na zabawie w wyciąganie jabłek z wody poprzez gryzienie ich, bez pomocy rąk. Gra traktowana jest jako wróżba – w jednym z wariantów jabłka są nazywane, a wyciągnięcie owocu zdradza imię przyszłego małżonka.

## W kulturze popularnej
Zwyczaj jest ważnym motywem powieści Agathy Christie „Wigilia Wszystkich Świętych” (Hallowe'en Party).